# Samson contre Hercule
Pour les articles homonymes, voir Hercule (homonymie).
Pour plus de détails, voir Fiche technique et Distribution.
Samson contre Hercule (titre d'origine : Sansone) est un film franco-italien réalisé par Gianfranco Parolini et sorti en 1961.

## Synopsis
La souveraine Mila a été dépossédée de son royaume de Sulon par des usurpateurs. Samson, qui passait par là, en s'associant pour l'occasion avec son ancien adversaire Hercule, va chasser les méchants et restituer le trône à la reine.

## Fiche technique
- Titre original : Sansone
- Titre français : Samson contre Hercule
- Réalisation : Gianfranco Parolini
- Scénario : Oscar D'Amico, Gianfranco Parolini et Giovanni Simonelli d'après une histoire de G. Madison, Gianfranco Parolini et Giovanni Simonelli
- Décors : Oscar D'Amico
- Costumes : Oscar D'Amico, Vittorio Rossi
- Photographie : Francesco Izzarelli
- Son : Giannetto Nardi
- Montage : Mario Sansoni
- Musique : Carlo Innocenzi
- Pays d'origine :  France,  Italie
- Langue de tournage : italien
- Producteur : Ernesto Gentili
- Société de production : Cinematografica Associati
- Sociétés de distribution : Filmar Compagnia Cinematografica, Les Films Jacques Letienne, Francfilms
- Genre : Film d'aventure, Film de fantasy, Péplum
- Format : couleur (Eastmancolor) — 35 mm — 2.35:1 (Totalscope) — son monophonique
- Durée : 100 minutes
- Dates de sortie :
  - Italie : 23 décembre 1961
  - France :  26 décembre 1962
- Mention CNC : tout public (visa no 26858 délivré le 7 novembre 1962)
- Affiche : Constantin Belinsky (France)

## Distribution
- Brad Harris (VF : Georges Aminel) : Samson
- Alan Steel (VF : Jacques Deschamps) : Hercule
- Mara Berni (VF : Claire Guibert) : Romilda
- Serge Gainsbourg (VF : lui-même) : Warkalla
- Brigitte Corey (VF : Jeanine Freson)  : Janine
- Carlo Tamberlani (VF : Fernand Fabre) : Botan
- Irena Prosen (VF : Nelly Benedetti) : la reine Mila de Sulon
- Manja Golec (VF : Michelle Bardollet) : Gea